# Athyrium vidalii
Athyrium vidalii är en majbräkenväxtart som först beskrevs av Adrien René Franchet och Sav., och fick sitt nu gällande namn av Takenoshin Nakai. Athyrium vidalii ingår i släktet Athyrium och familjen Athyriaceae. Utöver nominatformen finns också underarten A. v. amabile.